# 坂本裕介
坂本 裕介（さかもと ゆうすけ）は東京都出身の日本のソングライター、編曲家、音楽プロデューサー。有限会社ユー・プライム代表取締役。
プロデューサーズ・ユニット「Key of Life」の中心的存在で、クラブ・ミュージック、R&Bのヒット曲を持つ。
1995年、テイチクよりデビュー。翌年ビクターエンタテインメントに移籍。
アニメ、ゲーム、声優、キャラクターソングの仕事も多く、作品提供は400曲を越えている。

## 人物
小学校高学年の時にビートルズの音楽を聞いて影響を受け、ギターとピアノを始める。
中学、高校（東京都立西高等学校）ではオフコース、山下達郎等、日本のポップスに目覚めてバンド結成。
大学在学中に、テレビCM、番組BGMの作曲家としてデビュー。卒業後はバックバンド、コーラス、レコーディング・エンジニアなどをしつつ、作曲・編曲家として活動。
1994年、プロデューサーズ・ユニット、「Key of Life」を当時のニッポン放送ディレクター・ハッスル持田、ヒップホップDJカメレオンと結成。ユニット名の由来はスティーヴィー・ワンダーのアルバム『キー・オブ・ライフ (Songs in the Key of Life)』から借用した。
日本初の公式サンプリング（カシオペアのヒット曲「ASAYAKE」）を使用したデビュー曲「ASAYAKEの中で」がFM局を中心にヒットし、大阪・札幌のタワーレコードでは1位を獲得する。
1996年ビクターエンタテインメントに移籍し、シングル7枚、アルバム4枚をリリース。フィーチャリング中心のワンマン・ユニットの先駆けとなる。
J-POP系以外に、エモーションズ（ロサンゼルス）、アリソン・リメリック（ロンドン）など海外アーティストとも共演。
2007年、シンガー＆作詞家MORICO（森ユキ）と組んだユニット<KI☆LA>としてビーイング系ZAZZYからミニ・アルバムを発表。
2008年以降、自身でインディーズレーベル「ユー・プライム ミュージック」（有限会社ユー・プライム）を発足、新人アーティストや声優系のアルバムをリリース。
サウンドトラック、主題歌、声優ソングなどアニメ＆ゲーム系の作品も多く、「ブロッコリー・ザ・ライブin横浜アリーナ」ではバンドマスター、音楽監督なども担当。
メインで使用しているDAWはAVID Pro tools HD3である。

## 主な作品

### リーダー作品
- ASAYAKEの中で feat.GAKU-MC／Key of Life
  - カシオペアの「ASAYAKE」をサンプリング

- Love Story／Key of Life
  - 小田和正「ラブストーリーは突然に」をサンプリング

- But My Love／Key of Life
  - スタイリスティックスのサンプリング

- This Love (feat.アリソン・リメリック)／Key of Life
- You've Got The Love (feat.エモーションズ)／Key of Life
  - ダンス・クラシック「Best of My Love」のCMでも共演

- Motion & Emotion／Key of Life
  - Char「Smokey」サンプリング。COUNT DOWN TVエンディング・テーマ

- Number 25／Key of Life feat. Michael, Big J, BLESS & Jacy
  - 中村俊輔・応援ソング（セルティック公認曲としてイギリス・リリース）

- Rain／KI☆LA
  - So-netのサイト、リヴリーアイランドで人気投票1位に。

### アーティスト提供曲
- MAX & ISSA (DA PUMP)
  - But My Love（『EMOTIONAL HISTORY』収録）
- a.mia feat. Diggy-MO' (SOUL'd OUT)／Friday Let Me Down
  - DREAMS COME TRUE「決戦は金曜日」サンプリング
- 杏里
  - Catch The Wave
  - Don't Stop Dreaming [feat. Diggy-MO']
  - Everlasting Love
  - Back To The 80’s
  - Close To You -あなただけを-
  - You’ll Be In My Heart
  - Sweet Friends
  - If We Try
- PINK SAPPHIRE
  - For the Earth（日本青年会議所チャリティー・ソング）
- Jacy（韓国）
  - Golden Moon 〜featuring EMOTIONS〜広瀬香美共同プロデュース
- CODE-V（韓国）
  - 希望のシグナル
- sarah
  - くれない（日本テレビドラマ『くれなゐ』主題歌）
  - 天真爛漫（さくら銀行CMソング）
  - MISTY
- ジョー山中
  - Rainbow Ship（アフリカ難民救済チャリティー・ソング）
  - I Shall Return
- マイ山中
  - 人間の証明（編曲）
- 平松愛理
  - ウサバラ・DE・東京（REMIX）
- NSP
  - 夕暮れ時はさびしそう（編曲）
  - ひだまり（編曲）
  - はじまりは朝（編曲）
  - さようなら（編曲）
  - 冬の花火はおもいで花火（編曲）
  - あせ（編曲）
  - 夕陽を浴びて（編曲）
  - 赤い糸の伝説（編曲）
  - 名前のない猫（編曲）
  - 砂浜（編曲）
  - 海に寄せて（編曲）
- BORO
  - 『SHOUT!』
  - 『RISING!』
  - 『OVERCOME』
- 原田真二
  - 『PRESENCE』(Rec & Mix)
  - 『Rocks』(Rec & Mix)
- 高橋洋子
  - 心の翼（日本テレビ系『素顔が一番!』イメージソング）
- Footloop
  - ANYTIME
- 佐藤智広
  - MOMENT
- BABYS
  - Baby Want You
- PINK BABYS
  - Only Tonight
- ヲタミン
  - 最後の愛
  - 数えきれない夜を越えて
  - Lie to me
- 猫沢エミ
  - 化石の恋人
- 五木ひろし
  - 木蘭の涙（編曲）
  - 雪の華（編曲）
  - 最後の雨（編曲）
- ハルカトミユキ
  - Rainy（編曲）
  - 夏にだまされて（編曲）
  - TIME（編曲）
- Mimi（宮本典子）
  - Time After Time（マツダ・カペラワゴンCM）
- 五條真由美
  - 愛はかげろうのように（編曲）
  - 遥かなる影（編曲） BiG BEN
  - Not Alone
  - Summer Island
- P.B.maa
  - ルーレット（テレビ東京「音流～On Ryu～」エンディングテーマ）

### アニメ＆ゲーム系
- Eternal Love 〜光の天使より〜／飯島真理
  - 「ギャラクシーエンジェル」ゲーム主題歌。
  - 他に影山ヒロノブ、佐藤ひろ美、新谷良子、榎本温子、榊原ゆい、富田麻帆、稲村優奈バージョン。
- PARTY☆Night／真田アサミ・沢城みゆき・氷上恭子
  - 「デ・ジ・キャラット」アニメ＆映画主題歌。
- Wonder Girl マジック3／真田アサミ・沢城みゆき・氷上恭子
- 無限大ソリューション／真田アサミ・沢城みゆき・氷上恭子
- Welcome!／かとうひろこ、真田アサミ
  - ゲーマーズCMソング。アメリカ版英語CMバージョンもあり。
- 迷宮のリグレット／高橋洋子
  - カードゲーム『アクエリアンエイジ SagaII』テーマソング
- Change My Heart／高橋洋子
  - OVA『アクエリアンエイジSagaII 〜Don't forget me…〜』オープニングテーマ
- Over The Sky／阿澄佳奈・井口裕香・徳永愛
  - 「クロス・ワールド」ゲーム主題歌[4]
- 熱風海陸ブシロード／ミルキィホームズ
  - 「ブシロード」社歌。原曲は鳥海浩輔・鈴木千尋・サエキトモのユニット曲
- 『超人学園ゴウカイザー／〜ハイブリッドヴォーカルクレクション〜』[5]アルバム全曲
- ダイナマイトI・N・G／真田アサミ・沢城みゆき・氷上恭子
  - テレビ東京系アニメ『デ・ジ・キャラットにょ』オープニング曲
- Gimme Your Love／平野綾＆田村ゆかり
  - 「ギャラクシーエンジェル」キャラクターソング
- Dream Maker／佐藤ひろ美
- No way／富田麻帆
- 君は僕のエナジー／明坂聡美・みなかみ菜緒・矢澤りえか
- 花いろ日記／後藤沙緒里
- 琴ちゃわん／三石琴乃
  - 「月刊コミックドラゴン」
- プリンセスコンチェルト
- Album♪／近藤佳奈子
- 『Let Me Know!』／BABY ALICE（榎本温子）アルバム全曲プロデュース
- 「アメフラシの歌〜Beautiful Rain〜」／前田玲奈 （日本テレビ『それでも世界は美しい』）

### その他
- マツダ・カペラワゴンCM
- ニフティ「MOOCS」CM
- イオン「イオンフェスティバル」CM
- 中島史恵「mermaid」DVD
- 柳下大 (D-BOYS)「TOMOrrow」DVD
- BeeTV「猫田工務店」ドラマBGM
- TBS「ワンダフルアニメ・デ・ジ・キャラット」BGM
- TBS「ビッグモーニング」テーマ曲
- TBS「ラッキュー体操」ビデオ
- ニッポン放送「お早よう!探偵団」テーマ曲
- 講談社「百科事典」CM
- 「アメリカ村シティ」CM
- 第一三共「リゲイン」CM
- YOSAKOIソーラン祭り・BGM
- J-WAVEラジオCM BGM (2011)
- 松坂屋お中元・お歳暮CM
- 初音ミク 「LOL -lots of laugh-」SEGA-Project DIVA -収録曲（編集&プロデュース）
- AeLL.『with AeLL.』（アルバム・マスタリング）
- ブシロード社カードゲームCM（学校篇・海の家編・新妻篇・お花見編）
- 「憲法よりも大事なもの」（田村重信・原案）